# Мамедов, Аббас Заман оглы
Аббас Заман оглы Мамедов (азерб. Abbas Zaman oğlu Məmmədov; 24 марта 1916, Товуз, Кавказское наместничество — 1 января 1976, Товуз) — советский азербайджанский горняк, Герой Социалистического Труда (1966).

## Биография
Родился 24 марта 1916 года в селе Траубенфельд Казахского уезда Елизаветпольской губернии (ныне город Товуз Товузского района Азербайджана).
Начал трудовую деятельность в 1936 году. Участник Великой Отечественной войны.
С 1946 года — буровой мастер Дашкесанской геологоразведочной экспедиции управления Совета Министров Азербайджанской ССР по геологии.
После войны начал осваивать буровые установки, применять передовую практику. Первым в Закавказье начал применять в работе алмазные коронки и шарошечное долото. Бригада под руководством Аббаса Мамедова сыграла важную роль в разработке и освоении рудных месторождений Южного Дашкесана и Дамирли. Приложив все усилия для досрочного выполнения семилетнего плана, бригада увеличила выработку до 140—160 %.
Указом Президиума Верховного Совета СССР от 4 июля 1966 года за выдающиеся успехи, достигнутые в выполнении заданий семилетнего плана по развитию геологоразведочных работ, открытию и разведке месторождений полезных ископаемых Мамедову Аббасу Заман оглы присвоено звание Героя Социалистического Труда с вручением ордена Ленина и золотой медали «Серп и Молот».
Умер 1 января 1976 года в городе Товуз.